# Casa consistorial de Molina de Aragón
La casa consistorial de Molina de Aragón es un edificio situado en la localidad guadalajareña de Molina de Aragón (España), sede el ayuntamiento del municipio. Se trata de un edificio del siglo XVI de tres plantas separadas por cornisas ubicado en la plaza de España, junto a la iglesia de Santa María del Conde. Cuenta con una portada arquitrabada de estilo barroco en el centro de la fachada, con una placa que conmemora la declaración de Molina de Aragón como ciudad con motivo de su papel en la Guerra de Independencia de España. A sus lados hay dos ventanas con sillares almohadillados y rejería.
Sobre la ventana de la izquierda hay una placa que reza:

A la memoria del Cid Campeador
y de su amigo el moro de Molina
Abengalbon
que tan generosamente acogió
a sus hijas en esta ciudad
Molina de Aragón 1999 IX Centenario.

El edificio alberga un pequeño museo y un importante archivo. Durante las fiestas de la Virgen del Carmen, los caballeros de la Cofradía y Orden Militar del Monte Carmelo velan el estandarte en el ayuntamiento, revelándose cada media hora hasta medianoche.